# William Waldorf Astor, 3. Viscount Astor

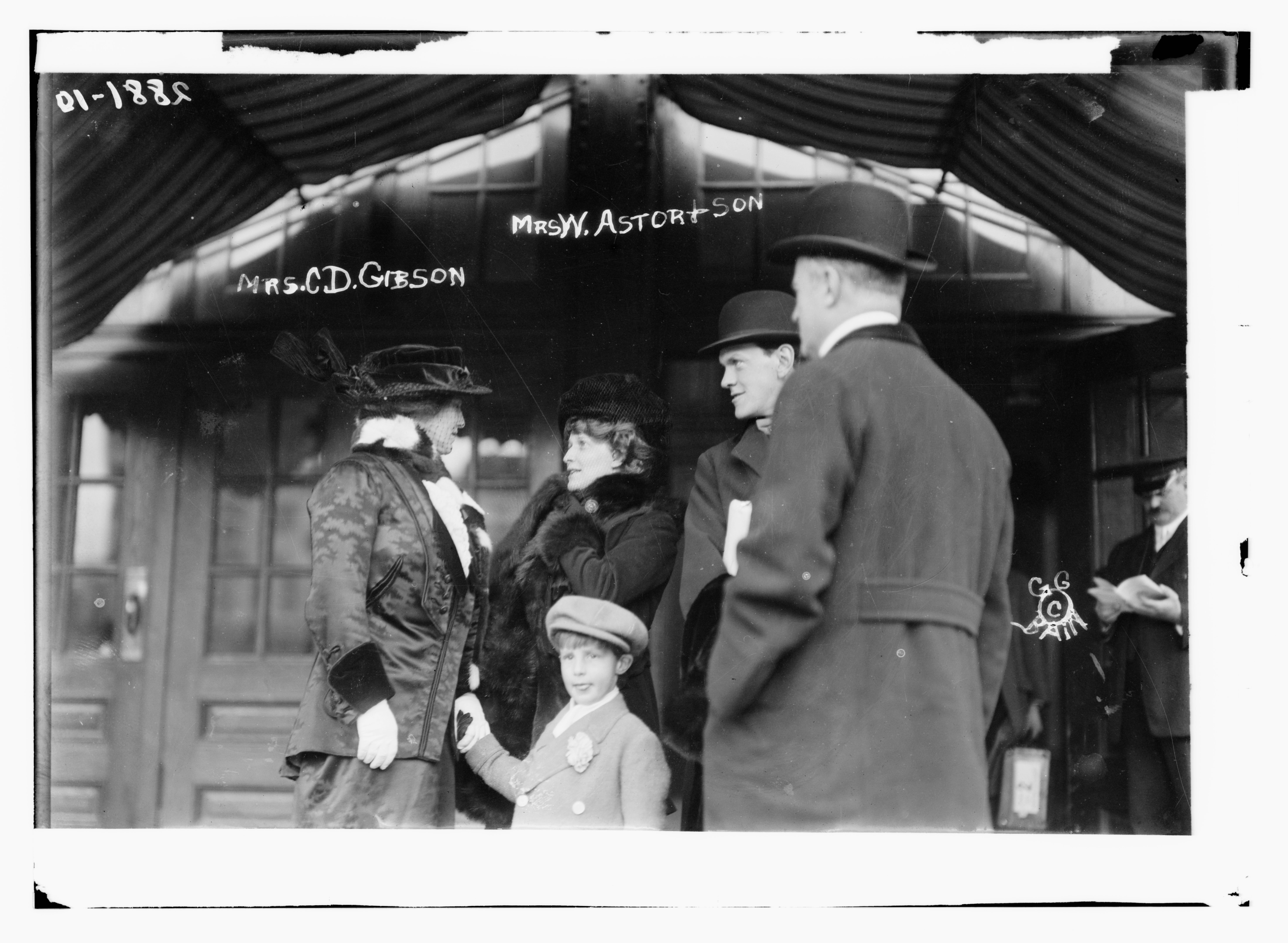
William Waldorf Astor, 3. Viscount Astor vor seiner Mutter Nancy Astor, Viscountess Astor (1879–1964), und links davon deren Schwester Irene Gibson († 1956), geb. Langhorne, die Ehefrau von Charles Dana Gibson

William Waldorf Astor, 3. Viscount Astor (* 13. August 1907 in Cliveden, Taplow, Buckinghamshire; † 7. März 1966 in Nassau, Bahamas) war ein britischer Peer, Geschäftsmann und Politiker der Conservative Party.

## Leben und Karriere
Astor wurde am 13. August 1907 als Sohn von Waldorf Astor, 2. Viscount Astor, und Nancy Astor geboren. Er besuchte das Eton College und studierte dann am New College an der University of Oxford. Astor diente in der Marine und erreichte dort den Rang eines Lieutenant Commander.
Von 1935 bis 1945 war Astor für den Wahlkreis Fulham East Abgeordneter im House of Commons. Für Wycombe wurde er 1951 erneut ins Unterhaus gewählt und hielt diesen Sitz bis zum Aufstieg ins Oberhaus. Von 1936 bis 1937 war er als Parliamentary Private Secretary beim Ersten Lord der Admiralität tätig.
Am 30. September 1952 erbte er den Titel eines Viscount Astor von seinem Vater. Er hielt auch das Amt des High Steward of Maidenhead.
In erster Ehe war Astor vom 14. Juni 1945 bis zur Scheidung 1953 mit Sarah Norton verheiratet. Sie hatten ein gemeinsames Kind, William Astor, 4. Viscount Astor. Am 26. April 1955 heiratete er Phillipa Victoria Hunloke. Sie hatten eine Tochter, Emily Mary (* 1956). Am 3. Juni 1960 wurde die Ehe geschieden. Viscount Astor war in dritter Ehe vom 14. Oktober 1960 mit Janet Bronwen Alun Pugh verheiratet. Sie hatten gemeinsam zwei Töchter, Janet (* 1961) und Pauline (* 1964). 
Astor starb am 8. März 1966 im Alter von 58 Jahren in Nassau auf den Bahamas.